# Gabditten
Gabditten ist eine Wüstung im Kreis Heiligenbeil in Ostpreußen. Die frühere Ortsstelle befindet sich heute im Stadtkreis Mamonowo (Heiligenbeil) in der Oblast Kaliningrad (Gebiet Königsberg (Preußen)) der Russischen Föderation.

## Geographische Lage
Die Ortsstelle von Gabditten liegt im Südwesten der Oblast Kaliningrad, fünf Kilometer nordöstlich der ehemaligen Kreis- und jetzigen Rajonhauptstadt Heiligenbeil (russisch Mamonowo).

## Geschichte
Im Jahre 1402 wurde das damalige Wobiten erstmals erwähnt. Nach 1402 wurde der Ort Gobetiten, um 1402 Gobethiten und auch Jupptiten, nach 1403 Guptiten, vor 1600 Gabtitten und nach 1620 Gabditten genannt. Zum Gut Gabditten gehörte das Vorwerk Gnadenthal (russisch Bogdanowka).
Am 11. Juni 1874 kam Gabditten als eigenständiger Gutsbezirk zum neu errichteten Amtsbezirk Keimkallen im ostpreußischen Kreis Heiligenbeil im Regierungsbezirk Königsberg. Im Jahre 1910 zählte der Gutsbezirk Gabditten 135 Einwohner.
Am 30. September 1928 verlor Gabditten seine Eigenständigkeit. Ein Teil des Ortes wurde mit Gedilgen und Teilen von Newecken (russisch Timirjasewo) in die Landgemeinde Schirten (russisch Potjomkino) eingegliedert, der Rest von Grabditten kam mit Teilen von Keimkallen zur Landgemeinde Steindorf (russisch Pokrowskoje), das zum Amtsbezirk Bregden (ab 1929 „Amtsbezirk Steindorf“ genannt) gehörte.
Als 1945 das gesamte nördliche Ostpreußen in Kriegsfolge an die Sowjetunion fiel, war davon auch Gabditten betroffen. Doch verlor sich die Spur des Ortes schnell, eine russische Namensgebung oder auch eine Zugehörigkeit zu einem Dorfsowjet ist nicht bekannt. Damit galt Gabditten als untergegangener Ort. Seine Ortsstelle liegt heute im Gebiet des Stadtkreises Mamonowo in der russischen Oblast Kaliningrad.

## Religion
Gabditten war bis 1945 in das Kirchspiel der evangelischen Kirche Heiligenbeil (Mamonowo) in der Kirchenprovinz Ostpreußen der Kirche der Altpreußischen Union eingegliedert. Auch römisch-katholischerseits gehörte Gabditten nach Heiligenbeil zur dortigen – damals dem Bistum Ermland zugeordneten – Pfarrei.

## Verkehr
Die Ortsstelle Gabdittens liegt an der Regionalstraße 27A-020 (frühere russische A 194, ehemalige Europastraße 28 und einstige deutsche Reichsstraße 1), die von Mamonowo (Heiligenbeil) und Potjomkino (Schirten) nach Laduschkin (Ludwigsort) und Uschakowo (Brandenburg (Haff)) führt und schließlich in Kaliningrad (Königsberg (Preußen)) endet.
Die Stadt Heiligenbeil war bis 1945 die nächste Bahnstation an der Bahnstrecke Berlin–Königsberg, die heute nur noch im Abschnitt Kaliningrad–Mamonowo befahren wird.